# Ceratoleon mjobergi
Ceratoleon mjobergi is een insect uit de familie van de mierenleeuwen (Myrmeleontidae), die tot de orde netvleugeligen (Neuroptera) behoort. 
Ceratoleon mjobergi is voor het eerst wetenschappelijk beschreven door Esben-Petersen in 1923.